# Salten (Denemarken)
Salten is een plaats in de Deense regio Midden-Jutland, gemeente Silkeborg. De plaats telt 668 inwoners (2008).
- Library of Congress Control Number: n82026447
- Nationale Bibliotheek van Israël: 987007557569405171
- Virtual International Authority File: 134885877